# استفانی پاسامای
استفانی پاسامای (فرانسوی: Stéphanie Possamaï‎؛ زادهٔ ۳۰ ژوئیهٔ ۱۹۸۰) جودوکار اهل فرانسه بود.
وی در مسابقات کشوری و بین‌المللی در مجموع برندهٔ ۲ مدال برنز شده‌است.